# الأمراض الموضعية
المرض الموضعي هو عملية معدية أو ورمية تنشأ وتقتصر على جهاز عضو واحد أو منطقة عامة معينة في الجسم ، مثل التواء الكاحل أو دمل في اليد أو خراج في الإصبع. يمكن أيضًا وصف السرطان الموضعي، الذي لم يمتد خارج حدود العضو المصاب، بأنه مرض موضعي، فبينما تُعتبر السرطانات التي تمتد إلى أنسجة أخرى غازية. الأورام غير الدموية التي تمتد إلى مجرى الدم أو الجهاز اللمفاوي تًعرف بالنقائل.
تتناقض الأمراض الموضعية مع الأمراض المنتشرة والأمراض الجهازية، حيث يمكن لبعض الأمراض أن تتحول من موضعية إلى منتشرة. على سبيل المثال، يُعتبر الالتهاب الرئوي عمومًا مرضًا موضعيًا يقتصر على إحدى الرئتين أو كليهما، لكنه قد ينتشر من خلال تعفن الدم، حيث تنتقل الكائنات الحية الدقيقة المسؤولة عن الالتهاب الرئوي إلى مجرى الدم أو الجهاز الليمفاوي وتنتقل إلى مناطق بعيدة في الجسم. عندما يحدث ذلك، لم تعد العملية توصف بأنها مرض موضعي، بل تُعتبر مرضًا منتشرًا.